# Giuseppe Ogna
Giuseppe Ogna (ur. 5 listopada 1933 w Brescii, zm. 7 maja 2010 tamże) – włoski kolarz torowy i szosowy, brązowy medalista olimpijski oraz torowy mistrz świata.

## Kariera
Pierwszy sukces w karierze Giuseppe Ogna osiągnął w 1955 roku, kiedy zdobył złoty medal w sprincie indywidualnym amatorów podczas torowych mistrzostw świata w Mediolanie. W zawodach tych bezpośrednio wyprzedził Argentyńczyka Jorge Bátiza i Australijczyka Johna Tresiddera. Na rozgrywanych rok później igrzyskach olimpijskich w Melbourne wspólnie z Cesare Pinarello wywalczył brązowy medal w wyścigu tandemów. Kilkakrotnie zdobywał medale torowych mistrzostw kraju, w tym trzy złote. W 1958 roku przeszedł na zawodowstwo. Startował również w wyścigach szosowych, ale bez większych sukcesów.